# Templo de San Juan de Dios (Cochabamba)
El Templo de San Juan de Dios es un templo católico patrimonial de la ciudad de Cochabamba en Bolivia.

## Historia
Su origen se remonta a los años de la fundación de la ciudad de Cochabamba, los principales datos históricos de esta edificación se encuentran apuntados en una placa histórica colocada en la fachada principal del templo, donde se lee que el año 1574 se inició la construcción del Hospital de San Salvador, posteriormente en el año 1617 la administración del Hospital pasó a cargo de los hermanos de la Compañía de San Juan de Dios y desde entonces se hicieron cargo del Hospital y el templo.
En 1572 Martín Hernández de Carmon ofreció los predios en los que se construiría el templo para la edificación del primer hospital de la Villa de Oropeza y el primer cementerio. 
Funcionó como principal Hospital de la ciudad hasta fines del siglo XIX, posteriormente se construyó el Hospital Viedma y los terrenos del antiguo Hospital de San Salvador fueron puestos a la venta en el año 1884. A partir del año 1886 el templo fue elevado a la categoría de Parroquia.

## Características arquitectónicas
La edificación es de una sola nave, en los muros laterales presenta cinco arcos formeros estructurales sobre los cuales descansa parte de la bóveda de cañón corrido que cubre todo el templo.
La fachada principal tiene un diseño asimétrico, con dos torres de distinta forma y tamaño, la puerta de ingreso es de madera con arco de medio punto en la parte superior

## Arte sacro
En el interior se resguardan valiosas obras del arte cristiano; uno de los espacios más visitados es la Capilla del Señor de Mayo, que contiene interminables placas de feligreses agradecidos por los favores recibidos. El retablo principal contiene al centro un tabernáculo cubierto con una cúpula, por encima se encuentra la imagen de Jesús Crucificado, el remate del retablo es un arco trilobulado, la mayor parte de la decoración es una combinación de detalles revestidos con pan de oro sobre fondo blanco y estilo barroco mestizo.

## Prácticas religiosas
Cada ocho de marzo se celebra la Fiesta de San Juan de Dios.